# Großer Preis der Niederlande 2023
Der Große Preis der Niederlande 2023 (offiziell Formula 1 Heineken Dutch Grand Prix 2023) fand am 27. August auf dem Circuit Zandvoort in Zandvoort statt und war das 13. Rennen der Formel-1-Weltmeisterschaft 2023.

## Bericht

### Hintergründe
Nach dem Großen Preis von Belgien führte Max Verstappen in der Fahrerwertung mit 125 Punkten vor Sergio Pérez und mit 165 Punkten vor Fernando Alonso. In der Konstrukteurswertung führte Red Bull Racing mit 256 Punkten vor Mercedes und mit 307 Punkten vor Aston Martin.
Pirelli stellte den Fahrern die Reifenmischungen C1 Hard (weiß), C2 Medium (gelb) und C3 Soft (rot) sowie Cinturato Intermediates (grün) und Cinturato Full-Wets (blau) für nasse Bedingungen zur Verfügung.
Lance Stroll (sieben), Pierre Gasly (fünf), George Russell, Daniel Ricciardo (jeweils vier), Yuki Tsunoda, Nico Hülkenberg (jeweils drei), Verstappen, Pérez, Carlos Sainz jr., Lewis Hamilton, Lando Norris, Alonso, Zhou Guanyu (jeweils zwei), Charles Leclerc, Alexander Albon und Kevin Magnussen (jeweils einer) gingen mit Strafpunkten ins Wochenende.
Mit Verstappen (zweimal) trat ein ehemaliger Sieger zu diesem Grand Prix an.
Als Rennkommissare für dieses Rennwochenende fungierten Tim Mayer (USA), Felix Holter (DEU), Derek Warwick (GBR) und Marc Boonman (NLD).

### Training
Im ersten freien Training fuhr Verstappen mit einer Zeit von 1:11,852 Minuten die schnellste Runde vor Alonso und Hamilton. Ferrari setzte in dieser Session als erstes Team der Saison einen Young Driver ein, Robert Schwarzman übernahm für das Training den Boliden von Sainz jr.
Im zweiten freien Training war Norris mit einer Zeit von 1:11,330 Minuten der Schnellste vor Verstappen und Albon. Zu Beginn der Session verunfallten sowohl Oscar Piastri als auch Ricciardo in Kurve 3. Während Piastri unverletzt blieb, wurde Ricciardo für weitere Untersuchungen in ein örtliches Krankenhaus gebracht, wo festgestellt wurde, dass er sich bei dem Aufprall ein Handgelenk gebrochen hatte. Als Ersatz wurde Liam Lawson nominiert, der Ricciardos AlphaTauri für den Rest des Wochenendes übernahm und damit sein Debüt in der Formel-1-Weltmeisterschaft gab.
Im dritten freien Training, welches unter regnerischen Bedingungen stattfand, fuhr Verstappen mit 1:21,631 Minuten die schnellste Zeit, gefolgt von Russell und Pérez.

### Qualifying
Das Qualifying bestand aus drei Teilen mit einer Nettolaufzeit von 45 Minuten. Im ersten Qualifying-Segment (Q1) hatten die Fahrer 18 Minuten Zeit, um sich für das Rennen zu qualifizieren. Alle Fahrer, die im ersten Abschnitt eine Zeit erzielten, die maximal 107 Prozent der schnellsten Rundenzeit betrug, qualifizierten sich für den Grand Prix. Die besten 15 Fahrer erreichten den nächsten Qualifikationsabschnitt. Albon war Schnellster. Beide Alfa-Romeo-Piloten, Ocon, Magnussen und Lawson schieden aus.
Der zweite Abschnitt (Q2) dauerte 15 Minuten. Die schnellsten zehn Piloten qualifizierten sich für den dritten Teil des Qualifyings. Verstappen war Schnellster. Stroll, Gasly, Hamilton, Tsunoda und Hülkenberg schieden aus. Logan Sargeant erreichte zum ersten Mal in seiner Karriere den dritten Qualifikationsabschnitt.
Der letzte Abschnitt (Q3) ging über eine Zeit von zwölf Minuten, in denen die ersten zehn Startpositionen vergeben wurden. Zu Beginn der Session verunfallte Sargeant in Kurve 3 auf abtrocknender Strecke. Er blieb unverletzt, konnte jedoch nicht weiter an der Session teilnehmen. Gegen Ende krachte Leclerc zwischen Kurve 9 und 10 in die Streckenbegrenzung. Auch er blieb unverletzt. Verstappen erzielte mit 1:10,567 Minuten die Bestzeit vor Norris und Russell. Er holte damit als erster Fahrer die dritte Pole-Position in Folge beim Großen Preis der Niederlande.
Nach der Qualifikation bekam Tsunoda eine Strafversetzung von drei Plätzen, da er in Q2 Hamilton behinderte. Er fiel damit auf Startplatz 17 zurück.

### Rennen
Alle Fahrer begannen das Rennen auf Slicks, jedoch begann es bereits in der Formationsrunde zu regnen. Es entschied sich jedoch kein Fahrer dazu, am Ende der Formationsrunde an die Box zu fahren, um auf Intermediates zu wechseln. Erst am Ende der ersten Runde wechselten Pérez, Leclerc, Gasly, Zhou, Magnussen und beide AlphaTauri-Piloten auf Intermediates. Eine Runde später folgten Verstappen, Alonso, Sainz jr. und Ocon, womit Russell, Norris, Albon, Piastri, Stroll, Bottas, Hülkenberg, Hamilton und Sargeant noch auf Slicks unterwegs waren. Sowohl Norris als auch Hamilton bekamen von ihren Renningenieuren die Anweisung, so lange draußen zu bleiben wie möglich, jedoch stellte sich schnell heraus, dass die Piloten auf Intermediates deutlich schneller waren. In Runde 3 hatte Pérez auf Intermediates bereits die Führung von Russell übernommen. Kurz darauf wechselten beide Mercedes-Piloten, Stroll, Hülkenberg und Norris auf Intermediates. In Runde 11 war die Strecke dann wieder trocken, Zhou, Alonso, Sainz jr., Tsunoda, Ocon, Norris, Lawson, Stroll und beide Mercedes-Piloten wechselten zurück auf Slicks. Eine Runde später folgten Verstappen, Gasly und Leclerc. Als letztes wechselte Pérez in Runde 13 auf Slicks, dabei wurde er von Verstappen überholt, der damit die Führung übernahm.
In Runde 16 verlor Sargeant seinen Boliden und schied damit aus dem Rennen aus, was die erste Safety-Car-Phase des Rennens auslöste. In Runde 22 wurde das Rennen wieder freigegeben, Verstappen konnte seine Führung dabei gegen Pérez behaupten. In den darauffolgenden Runden wurde der Himmel immer dunkler und mehrere Fahrer wurden von ihren Ingenieuren informiert, dass weiterer Regen kommen werde. Leclerc, der nach einer Kollision mit Piastri zu Rennbeginn Schaden am Unterboden hatte, verlor immer weiter Positionen und stellte seinen Ferrari in Runde 41 schließlich in der Box ab.
Zu Runde 60 hatte es erneut angefangen zu regnen und nach und nach wechselten alle Fahrer auf Intermediates, außer Ocon, der von seinem Team Regenreifen aufgezogen bekam. Obwohl dieser von der Strategie nicht begeistert war, stellte sich schnell heraus, dass der Regen doch zu stark für die Intermediates war. Zunächst rutschte Pérez in Runde 63 durch Aquaplaning in der Tarzanbocht von der Strecke, wodurch er hinter Alonso auf Rang 3 zurückfiel. Kurze Zeit später rutschten in derselben Kurve Tsunoda, Zhou und Bottas von der Strecke, Zhou schlug dabei in die Barriere ein und musste sein Rennen beenden. Zunächst wurde nur das virtuelle Safety-Car eingesetzt, wobei einige Fahrer daraufhin auf Regenreifen wechselten. In Runde 64 wurde das Rennen mit der roten Flagge unterbrochen.
Um 17:14 Uhr Ortszeit wurde das Rennen wieder hinter dem Safety-Car gestartet, dabei waren Intermediates als Reifen vorgeschrieben. Nach zwei Runden kam das Safety-Car wieder an die Box und das Rennen wurde für die letzten sieben Runden freigegeben. In dieser Schlussphase kam es zu einer Berührung zwischen Tsunoda und Russell. Russell musste dadurch noch einmal an die Box kommen und fiel damit auf den letzten Platz zurück. Tsunoda erhielt dafür eine Fünf-Sekunden-Zeitstrafe, welche am Ende des Rennens angerechnet wurde. Fünf Runden vor Schluss bekam auch Pérez eine Fünf-Sekunden-Zeitstrafe für zu schnelles Fahren in der Boxengasse, welche ebenfalls am Ende angerechnet wurde.
Verstappen gewann das Rennen schließlich vor Alonso und Gasly, der von Pérez’ Strafe profitierte, seinen dritten Platz erbte und somit sein erstes Podium für Alpine erzielte. Mit seinem neunten Sieg in Folge stellte Verstappen den Rekord von Sebastian Vettel für die meisten Siege in Folge ein. Die restlichen Punkteplatzierungen belegten Pérez, Sainz jr., Hamilton, Norris, Albon, Piastri und Ocon. Alonso erzielte zum ersten Mal seit dem Großen Preis von Ungarn 2017 die schnellste Rennrunde und erhielt dafür einen zusätzlichen Punkt.
Tsunodas Strafe versetzte ihn von Rang 13 auf Rang 15 zurück, wodurch er das Rennen offiziell hinter Teamkollege und Debütant Lawson beendete, welcher auf der Strecke direkt hinter ihm auf Rang 14 war. Magnussen erhielt nach dem Rennen ebenfalls eine Fünf-Sekunden-Zeitstrafe, da er in der letzten Safety-Car-Phase zu viel Abstand zum Fahrer vor ihm ließ. Dadurch fiel er von Position 14 auf 16 zurück.
In der Fahrer- und Konstrukteurswertung blieben die ersten drei Positionen unverändert.

## Meldeliste
| Team                                  | Nr. | Fahrer            | Chassis                           | Motor                             | Reifen |
| ------------------------------------- | --- | ----------------- | --------------------------------- | --------------------------------- | ------ |
| Oracle Red Bull Racing                | 01  | Max Verstappen    | Red Bull Racing RB19              | Honda RBPTH001                    | P      |
| Oracle Red Bull Racing                | 11  | Sergio Pérez      | Red Bull Racing RB19              | Honda RBPTH001                    | P      |
| Scuderia Ferrari                      | 16  | Charles Leclerc   | Ferrari SF-23                     | Ferrari 066/10                    | P      |
| Scuderia Ferrari                      | 55  | Carlos Sainz jr.  | Ferrari SF-23                     | Ferrari 066/10                    | P      |
| Scuderia Ferrari                      | 39  | Robert Schwarzman | Ferrari SF-23                     | Ferrari 066/10                    | P      |
| Mercedes-AMG Petronas F1 Team         | 63  | George Russell    | Mercedes-AMG F1 W14 E Performance | Mercedes-AMG F1 M14 E Performance | P      |
| Mercedes-AMG Petronas F1 Team         | 44  | Lewis Hamilton    | Mercedes-AMG F1 W14 E Performance | Mercedes-AMG F1 M14 E Performance | P      |
| BWT Alpine F1 Team                    | 31  | Esteban Ocon      | Alpine A523                       | Renault E-Tech RE23               | P      |
| BWT Alpine F1 Team                    | 10  | Pierre Gasly      | Alpine A523                       | Renault E-Tech RE23               | P      |
| McLaren F1 Team                       | 81  | Oscar Piastri     | McLaren MCL60                     | Mercedes-AMG F1 M14 E Performance | P      |
| McLaren F1 Team                       | 04  | Lando Norris      | McLaren MCL60                     | Mercedes-AMG F1 M14 E Performance | P      |
| Alfa Romeo F1 Team Stake              | 77  | Valtteri Bottas   | Alfa Romeo C43                    | Ferrari 066/10                    | P      |
| Alfa Romeo F1 Team Stake              | 24  | Zhou Guanyu       | Alfa Romeo C43                    | Ferrari 066/10                    | P      |
| Aston Martin Aramco Cognizant F1 Team | 18  | Lance Stroll      | Aston Martin AMR23                | Mercedes-AMG F1 M14 E Performance | P      |
| Aston Martin Aramco Cognizant F1 Team | 14  | Fernando Alonso   | Aston Martin AMR23                | Mercedes-AMG F1 M14 E Performance | P      |
| MoneyGram Haas F1 Team                | 20  | Kevin Magnussen   | Haas VF-23                        | Ferrari 066/10                    | P      |
| MoneyGram Haas F1 Team                | 27  | Nico Hülkenberg   | Haas VF-23                        | Ferrari 066/10                    | P      |
| Scuderia AlphaTauri                   | 03  | Daniel Ricciardo  | AlphaTauri AT04                   | Honda RBPTH001                    | P      |
| Scuderia AlphaTauri                   | 40  | Liam Lawson       | AlphaTauri AT04                   | Honda RBPTH001                    | P      |
| Scuderia AlphaTauri                   | 22  | Yuki Tsunoda      | AlphaTauri AT04                   | Honda RBPTH001                    | P      |
| Williams Racing                       | 23  | Alexander Albon   | Williams FW45                     | Mercedes-AMG F1 M14 E Performance | P      |
| Williams Racing                       | 02  | Logan Sargeant    | Williams FW45                     | Mercedes-AMG F1 M14 E Performance | P      |

Anmerkungen
1. 1 2  Der Ferrari mit der Startnummer 39 wurde im ersten freien Training für Schwarzman eingesetzt. Sainz jr übernahm das Fahrzeug anschließend für das restliche Rennwochenende mit seiner Startnummer 55.
2. 1 2  Ricciardo bestritt das erste und zweite freie Training im AlphaTauri mit der Startnummer 3. Nach einem Unfall im zweiten freien Training übernahm Lawson das Fahrzeug für das restliche Rennwochenende mit der Startnummer 40.

## Klassifikationen

### Qualifying
| Pos.                                                                      | Fahrer           | Konstrukteur                 | Q1       | Q2       | Q3       | Start |
| ------------------------------------------------------------------------- | ---------------- | ---------------------------- | -------- | -------- | -------- | ----- |
| 01                                                                        | Max Verstappen   | Red Bull Racing-Honda RBPT   | 1:20,965 | 1:18,856 | 1:10,567 | 01    |
| 02                                                                        | Lando Norris     | McLaren-Mercedes             | 1:21,276 | 1:19,769 | 1:11,104 | 02    |
| 03                                                                        | George Russell   | Mercedes                     | 1:21,345 | 1:19.620 | 1:11.294 | 03    |
| 04                                                                        | Alexander Albon  | Williams-Mercedes            | 1:20,939 | 1:19,399 | 1:11,419 | 04    |
| 05                                                                        | Fernando Alonso  | Aston Martin Aramco-Mercedes | 1:21,840 | 1:19,429 | 1:11,506 | 05    |
| 06                                                                        | Carlos Sainz jr. | Ferrari                      | 1:21,321 | 1:19,929 | 1:11,754 | 06    |
| 07                                                                        | Sergio Pérez     | Red Bull Racing-Honda RBPT   | 1:21,972 | 1:19,856 | 1:11,880 | 07    |
| 08                                                                        | Oscar Piastri    | McLaren-Mercedes             | 1:21,231 | 1:19,392 | 1:11,938 | 08    |
| 09                                                                        | Charles Leclerc  | Ferrari                      | 1:22,019 | 1:19,600 | 1:12,665 | 09    |
| 10                                                                        | Logan Sargeant   | Williams-Mercedes            | 1:22,036 | 1:20,067 | 1:16,748 | 10    |
| 11                                                                        | Lance Stroll     | Aston Martin Aramco-Mercedes | 1:21,570 | 1:20,121 | –        | 11    |
| 12                                                                        | Pierre Gasly     | Alpine-Renault               | 1:21,735 | 1:20,128 | –        | 12    |
| 13                                                                        | Lewis Hamilton   | Mercedes                     | 1:21,919 | 1:20,151 | –        | 13    |
| 14                                                                        | Yuki Tsunoda     | AlphaTauri-Honda RBPT        | 1:21,781 | 1:20,230 | –        | 17    |
| 15                                                                        | Nico Hülkenberg  | Haas-Ferrari                 | 1:21,891 | 1:20,250 | –        | 14    |
| 16                                                                        | Zhou Guanyu      | Alfa Romeo-Ferrari           | 1:22,067 | –        | –        | 15    |
| 17                                                                        | Esteban Ocon     | Alpine-Renault               | 1:22,110 | –        | –        | 16    |
| 18                                                                        | Kevin Magnussen  | Haas-Ferrari                 | 1:22,192 | –        | –        | Box   |
| 19                                                                        | Valtteri Bottas  | Alfa Romeo-Ferrari           | 1:22,260 | –        | –        | 18    |
| 20                                                                        | Liam Lawson      | AlphaTauri-Honda RBPT        | 1:23,420 | –        | –        | 19    |
| 107-Prozent-Zeit: 1:26,604 min (bezogen auf Q1-Bestzeit von 1:20,939 min) |                  |                              |          |          |          |       |

Anmerkungen
1. ↑  Tsunoda wurde um drei Startplätze nach hinten versetzt, da er Hamilton in Q2 behinderte.
2. ↑  Magnussen musste aus der Boxengasse starten, da an seinem Fahrzeug unter Parc-fermé-Bedingungen gearbeitet wurde.

### Rennen
| Pos.                                                               | Fahrer           | Konstrukteur                 | Runden | Stopps | Zeit        | Start | Schnellste Runde |
| ------------------------------------------------------------------ | ---------------- | ---------------------------- | ------ | ------ | ----------- | ----- | ---------------- |
| 01                                                                 | Max Verstappen   | Red Bull Racing-Honda RBPT   | 72     | 6      | 2:24:04,411 | 01    | 1:13,889 (58.)   |
| 02                                                                 | Fernando Alonso  | Aston Martin Aramco-Mercedes | 72     | 5      | + 3,744     | 05    | 1:13,837 (56.)   |
| 03                                                                 | Pierre Gasly     | Alpine-Renault               | 72     | 5      | + 7,058     | 12    | 1:14,441 (55.)   |
| 04                                                                 | Sergio Pérez     | Red Bull Racing-Honda RBPT   | 72     | 6      | + 10,068    | 07    | 1:14,231 (59.)   |
| 05                                                                 | Carlos Sainz jr. | Ferrari                      | 72     | 5      | + 12,541    | 06    | 1:14,934 (54.)   |
| 06                                                                 | Lewis Hamilton   | Mercedes                     | 72     | 5      | + 13,209    | 13    | 1:13,904 (58.)   |
| 07                                                                 | Lando Norris     | McLaren-Mercedes             | 72     | 6      | + 13,232    | 02    | 1:14,390 (50.)   |
| 08                                                                 | Alexander Albon  | Williams-Mercedes            | 72     | 4      | + 15,155    | 04    | 1:14,468 (55.)   |
| 09                                                                 | Oscar Piastri    | McLaren-Mercedes             | 72     | 5      | + 16,580    | 08    | 1:14,299 (54.)   |
| 10                                                                 | Esteban Ocon     | Alpine-Renault               | 72     | 6      | + 18,346    | 16    | 1:14,570 (51.)   |
| 11                                                                 | Lance Stroll     | Aston Martin Aramco-Mercedes | 72     | 7      | + 20,087    | 11    | 1:15,171 (37.)   |
| 12                                                                 | Nico Hülkenberg  | Haas-Ferrari                 | 72     | 5      | + 20,840    | 14    | 1:14,472 (53.)   |
| 13                                                                 | Liam Lawson      | AlphaTauri-Honda RBPT        | 72     | 7      | + 26,147    | 19    | 1:14,820 (49.)   |
| 14                                                                 | Valtteri Bottas  | Alfa Romeo-Ferrari           | 72     | 5      | + 27,388    | 18    | 1:14,698 (49.)   |
| 15                                                                 | Yuki Tsunoda     | AlphaTauri-Honda RBPT        | 72     | 5      | + 29,893    | 17    | 1:16,253 (35.)   |
| 16                                                                 | Kevin Magnussen  | Haas-Ferrari                 | 72     | 6      | + 31,410    | Box   | 1:15,489 (37.)   |
| 17                                                                 | George Russell   | Mercedes                     | 72     | 7      | + 55,754    | 03    | 1:15,124 (54.)   |
| –                                                                  | Zhou Guanyu      | Alfa Romeo-Ferrari           | 62     | 4      | DNF         | 16    | 1:15,417 (39.)   |
| –                                                                  | Charles Leclerc  | Ferrari                      | 41     | 3      | DNF         | 09    | 1:17,277 (33.)   |
| –                                                                  | Logan Sargeant   | Williams-Mercedes            | 14     | 0      | DNF         | 10    | 1:17,399 (13.)   |
| Fahrer des Tages: Fernando Alonso (20,9 % der abgegebenen Stimmen) |                  |                              |        |        |             |       |                  |

Anmerkungen
1. ↑  Pérez erhielt eine Fünf-Sekunden-Strafe für zu schnelles Fahren in der Boxengasse. Er fiel dadurch von Rang 3 auf 4 zurück.
2. ↑  Tsunoda erhielt eine Fünf-Sekunden-Strafe für eine Kollision mit Russell. Er fiel dadurch von Rang 13 auf 15 zurück.
3. ↑  Magnussen erhielt nachträglich eine Fünf-Sekunden-Strafe für zu weites Zurückfallen hinter dem Safety Car. Er fiel dadurch von Rang 14 auf 16 zurück.

## WM-Stände nach dem Rennen
Die ersten zehn des Rennens bekamen 25, 18, 15, 12, 10, 8, 6, 4, 2 bzw. 1 Punkt(e). Zusätzlich wurde ein Punkt für die schnellste Rennrunde vergeben, da der betreffende Fahrer unter den ersten Zehn ins Ziel kam.

### Fahrerwertung
| Pos. | Fahrer           | Konstrukteur                 | Punkte |
| ---- | ---------------- | ---------------------------- | ------ |
| 01   | Max Verstappen   | Red Bull Racing-Honda RBPT   | 339    |
| 02   | Sergio Pérez     | Red Bull Racing-Honda RBPT   | 201    |
| 03   | Fernando Alonso  | Aston Martin Aramco-Mercedes | 168    |
| 04   | Lewis Hamilton   | Mercedes                     | 156    |
| 05   | Carlos Sainz jr. | Ferrari                      | 102    |
| 06   | Charles Leclerc  | Ferrari                      | 99     |
| 07   | George Russell   | Mercedes                     | 99     |
| 08   | Lando Norris     | McLaren-Mercedes             | 75     |
| 09   | Lance Stroll     | Aston Martin Aramco-Mercedes | 47     |
| 10   | Pierre Gasly     | Alpine-Renault               | 37     |
| 11   | Esteban Ocon     | Alpine-Renault               | 36     |

| Pos. | Fahrer           | Konstrukteur          | Punkte |
| ---- | ---------------- | --------------------- | ------ |
| 12   | Oscar Piastri    | McLaren-Mercedes      | 36     |
| 13   | Alexander Albon  | Williams-Mercedes     | 15     |
| 14   | Nico Hülkenberg  | Haas-Ferrari          | 9      |
| 15   | Valtteri Bottas  | Alfa Romeo-Ferrari    | 5      |
| 16   | Zhou Guanyu      | Alfa Romeo-Ferrari    | 4      |
| 17   | Yuki Tsunoda     | AlphaTauri-Honda RBPT | 3      |
| 18   | Kevin Magnussen  | Haas-Ferrari          | 2      |
| 19   | Logan Sargeant   | Williams-Mercedes     | 0      |
| 20   | Nyck de Vries    | AlphaTauri-Honda RBPT | 0      |
| 21   | Daniel Ricciardo | AlphaTauri-Honda RBPT | 0      |
| 22   | Liam Lawson      | AlphaTauri-Honda RBPT | 0      |

### Konstrukteurswertung
| Pos. | Konstrukteur                 | Punkte |
| ---- | ---------------------------- | ------ |
| 01   | Red Bull Racing-Honda RBPT   | 540    |
| 02   | Mercedes                     | 255    |
| 03   | Aston Martin Aramco-Mercedes | 215    |
| 04   | Ferrari                      | 201    |
| 05   | McLaren-Mercedes             | 111    |

| Pos. | Konstrukteur          | Punkte |
| ---- | --------------------- | ------ |
| 06   | Alpine-Renault        | 73     |
| 07   | Williams-Mercedes     | 15     |
| 08   | Haas-Ferrari          | 11     |
| 09   | Alfa Romeo-Ferrari    | 9      |
| 10   | AlphaTauri-Honda RBPT | 3      |